# 冯钟平
冯钟平（1936年7月7日—2022年10月2日），男，江苏宜兴人，中国建筑设计师，清华大学建筑学院教授。

## 生平
1954年毕业于南京市第二中学，1960年毕业于清华大学建筑系，留校工作。历任系秘书、教研室主任、建筑学院副院长等职，并受聘为北京市人民政府顾问。1985年赴美国宾州州立大学建筑系及景观建筑系访问进修。2022年10月2日9时58分在北京逝世。

## 贡献
1958年，担任中国革命博物馆和中国历史博物馆设计组成员。主持和参与过国家图书馆、东安市场、东长安街纺织工业部大楼改扩建工程、上海大学、长春文化广场、长春会展中心、烟台市东山宾馆、烟台市南山牧云阁风景建筑群、兰州市工商银行大厦、苏州市万通大厦、大连经济开发区海韵花园等建筑的规划设计工作。

## 出版物
- 《中国园林建筑》（1988年）